# Мийовце
Мийовце (на сръбски: Мијовце или Mijovce) е село в Югоизточна Сърбия, Пчински окръг, Град Враня, община Враня.

## География
Селото се намира в областта на Ветернишката клисура, високо над левия бряг на река Ветерница. Разположено на север от окръжния и общински център Враня и село Остра глава, на югозапад от село Лалинце, на запад от село Студена и на североизток от село Дупелево.

## Население
Според преброяването на населението от 2011 г. селото има 53 жители.

### Етнически състав
Данните за етническия състав на населението са от преброяването през 2002 г.
- сърби – 67 жители (100%)